# Kamienny (Schlesische Beskiden)
Der Kamienny ist ein Berg in Polen. Er liegt auf dem Gemeindegebiet von Wisła. Mit einer Höhe von 790 m ist er einer der niedrigeren Berge im Równica-Kamm der Schlesischen Beskiden. Der Berg ist ein beliebtes Touristenziel.  

## Tourismus
- Auf den Gipfel führen mehrere markierte Wanderwege von Wisła.

## Panorama

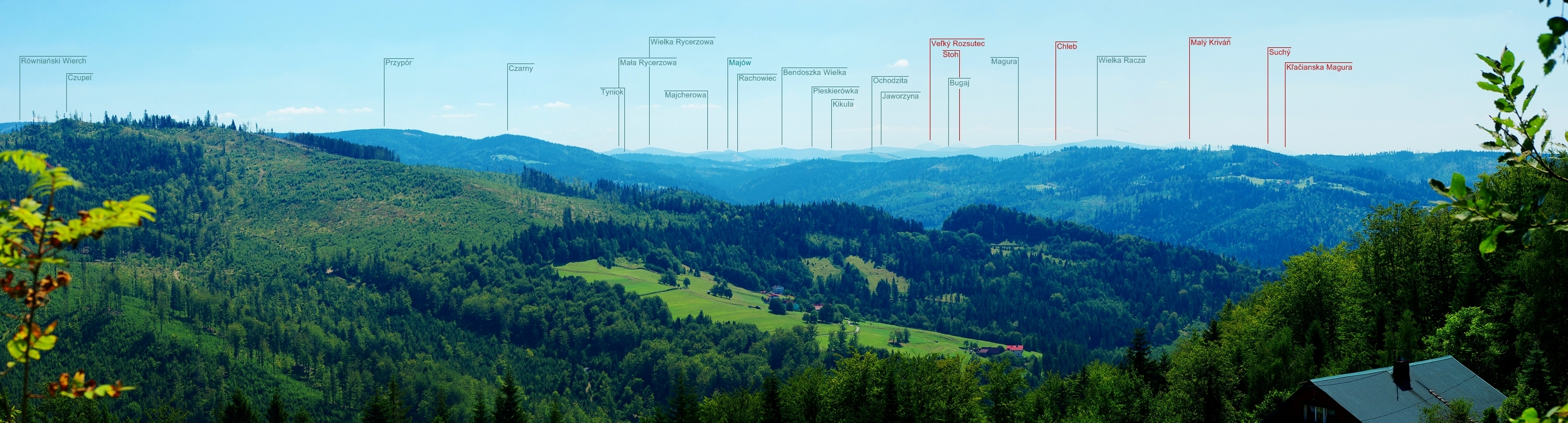
Panorama vom Gipfel auf die Schlesischen Beskiden mit Kleiner Fatra im Hintergrund